# Larry Pressler
Larry Lee Pressler (Humboldt, Dakota del Sur; 29 de marzo de 1942) es un abogado y político estadounidense de Dakota del Sur que fue miembro de la Cámara de Representantes de Estados Unidos de 1975 a 1979 y del Senado de Estados Unidos de 1979 a 1997, como republicano. Siguió activo en política tras su fallida campaña de reelección en 1996 e intentó recuperar su antiguo escaño en 2014 como independiente, pero no lo consiguió. Desde entonces ha apoyado las candidaturas demócratas.
Pressler es fundador y presidente del Pressler Group, una Service-Disabled Veteran-Owned Small Business, una pequeña empresa para trabajar en proyectos al servicio de los veteranos.

## Primeros años y educación
Larry Lee Pressler nació en Humboldt (Dakota del Sur), hijo de Loretta Claussen y Antone Lewis Pressler, y creció en la granja familiar. En 1961 fue seleccionado como uno de los cuatro miembros de 4-H para asistir a la Feria Agrícola Mundial de El Cairo, Egipto. En el Congreso Nacional de Clubes 4-H de 1962, celebrado en Chicago (Illinois), fue uno de los dos galardonados con el premio nacional de ciudadanía y también fue seleccionado para reunirse con el presidente John F. Kennedy el 4 de marzo de 1963.
En 1963, derrotó a Steve Byrnes por 1.014 a 909 votos y fue elegido presidente de la Asociación de Estudiantes de la Universidad de Dakota del Sur, cargo que ocupó hasta 1964. Se graduó en la Universidad de Dakota del Sur en 1964 y más tarde obtuvo la Beca Rhodes. Pressler asistió al St. Edmund Hall de la Universidad de Oxford como becario Rhodes y se licenció en Filosofía y Letras. Regresó a Estados Unidos y en 1966 completó un máster en Administración Pública en la Universidad de Harvard.
Se alistó en el ejército de Estados Unidos y sirvió en la guerra de Vietnam de 1966 a 1968. Tras regresar de Vietnam como teniente primero, sirvió durante varios años en el Departamento de Estado de Estados Unidos como funcionario del Servicio Exterior. Posteriormente asistió a la John F. Kennedy School of Government de la Universidad de Harvard y a la Harvard Law School, donde se licenció en 1971. En 1970 fue nombrado director comercial del Harvard Law Record.

## Carrera

### Cámara de Representantes
Durante las elecciones a la Cámara de Representantes de 1968, Pressler consideró la posibilidad de presentarse a la candidatura demócrata por el 1.er Distrito del Congreso, pero decidió no hacerlo.
En 1974, presentó su candidatura republicana por el 1.er Distrito el último día posible y más tarde la ganó, pero el Partido Republicano de Dakota del Sur le comunicó que no le darían fondos para la campaña. A pesar de que el escándalo Watergate perjudicó a los republicanos a nivel nacional en las elecciones de 1974, Pressler fue uno de los seis republicanos que consiguieron un escaño en manos de los demócratas.
En abril de 1975, fue aceptado como miembro del Caucus Rural del Congreso, más tarde apoyó que las reuniones de los comités de la Conferencia Republicana de la Cámara fueran abiertas, y a lo largo del año ejerció de líder adjunto de la minoría del líder de la minoría John Jacob Rhodes. El 2 de abril de 1975, fue hospitalizado en el Hospital Naval de Bethesda para ser tratado de diverticulitis y fue operado de ello en diciembre. Ese mismo mes copatrocinó una ley para crear un Comité Selecto de la Cámara sobre Asesinatos que volviera a investigar los asesinatos de John F. Kennedy, Robert Kennedy, Martin Luther King Jr. y el intento de asesinato de George Wallace. El 30 de julio, la Cámara votó 214 contra 213 para aumentar su salario de 42.500 a 44.600 dólares. Pressler y otros ocho miembros de la Cámara declararon que no mantendrían el aumento concedido a los miembros del Congreso.
Durante las primarias presidenciales republicanas de 1976, criticó la rivalidad entre el presidente Gerald Ford y el exgobernador Ronald Reagan, de la que afirmó que perjudicaría a los republicanos moderados, ya que tanto Ford como Reagan impulsaban sus posturas conservadoras.
En marzo de 1976, Jack Anderson y Les Whitten afirmaron que varios artículos escritos por Pressler habían sido copiados íntegramente de The Washington Post y otros periódicos. Pressler negó la acusación de plagio, pero admitió que un artículo de enero de 1976 había incluido "accidentalmente" extractos de The Washington Post.
Tras ganar la reelección en 1976 con casi el ochenta por ciento de los votos, Pressler declaró que estaba interesado en presentarse como candidato al Senado en 1978.
Se le asignó dos comités de la Cámara: Comisión de Educación y Trabajo, y Comisión de Ciencia y Tecnología.

### Senado
En 1978 fue elegido senador de los Estados Unidos, sucediendo al demócrata James Abourezk, que se jubilaba, y convirtiéndose en el primer veterano de la guerra de Vietnam que ocupaba un escaño en el Senado.
Fue Senador de 1979 a 1997 y Presidente de la Comisión de Comercio (1995-1997). También formó parte de la Comisión de Ciencia y Transporte, la Comisión de Relaciones Exteriores y las Subcomisiones de Europa y Asia. Pressler se presentó a un cuarto mandato en 1996, pero perdió por tres puntos frente al congresista demócrata Tim Johnson.
En 1980 aspiró brevemente a la candidatura presidencial republicana, haciendo campaña en favor de los veteranos de Vietnam.
Pressler fue autor y consiguió la aprobación del Congreso y del Presidente de una amplia reforma de la legislación de telecomunicaciones mediante la Ley de Telecomunicaciones de 1996. Entre los colaboradores de Pressler se encontraban el futuro fiscal federal Kevin V. Schieffer y el futuro senador estatal Neal Tapio.

#### Investigación Abscam
Durante una operación encubierta llevada a cabo como parte de las investigaciones Abscam en 1980, Pressler se negó a aceptar un soborno de agentes encubiertos del FBI y denunció el intento de soborno. En un artículo de primera página, The Washington Post informó:

Gracias a la operación encubierta del FBI, ahora existen pruebas irrefutables de que un senador no se dejó sobornar. Entre las grabaciones de vídeo que pueden utilizarse como pruebas de soborno contra varios miembros del Congreso, hay un momento especial en el que el senador Larry Pressler (republicano de Dakota del Sur) dice a los agentes encubiertos, en efecto, que se larguen. Pressler, según fuentes policiales, fue el único miembro del Congreso al que se dirigieron que se negó rotundamente a considerar favores financieros a cambio de favores legislativos, como sugerían los agentes encubiertos que se hacían pasar por árabes. En aquel momento dijo que no era consciente de estar haciendo algo tan heroico.

En una revisión general de los casos Abscam, el juez George C. Pratt elogió a Pressler, escribiendo que "Pressler, en particular, actuó como los ciudadanos tienen derecho a esperar que actúen sus representantes electos. Mostró una clara conciencia de la línea que separa la conducta correcta de la incorrecta, y a pesar de su confesa necesidad de dinero para la campaña, y a pesar del atractivo adicional que suponía para él el pago ofrecido, se negó a cruzar la línea de la incorrección."

#### Pakistán y la Enmienda Pressler
Pressler fue también el promotor de la Enmienda Pressler, que prohibía la mayor parte de la ayuda económica y militar a Pakistán a menos que el presidente certificara anualmente que "Pakistán no posee un artefacto explosivo nuclear y que el programa de ayuda estadounidense propuesto reducirá significativamente el riesgo de que Pakistán posea un artefacto explosivo nuclear."

### Carrera posterior
Tras su derrota en las elecciones de 1996, Pressler se colegió en Nueva York y volvió a ejercer como abogado. Posteriormente, Pressler se convirtió en socio principal del bufete de abogados O'Connor and Hannan, donde trabajó durante seis años, y después formó su propio bufete, The Pressler Group. Pressler es miembro del Colegio de Abogados de Nueva York, del Colegio de Abogados de Washington D. C. y del Colegio de Abogados del Tribunal Supremo.
También ha dado conferencias en más de veinte universidades de China, India y EE. UU., y ha recibido dos becas Fulbright vitalicias de docencia.
En 1998, Pressler se planteó ser candidato a la alcaldía de Washington D. C., aunque finalmente no lo consiguió.
Durante las elecciones presidenciales de 2000, formó parte del Comité Directivo de Tecnologías de la Información de la campaña presidencial del Gobernador George W. Bush, y posteriormente formó parte del Equipo de Transición Presidencial de Bush en 2001.
En 2002, Pressler intentó volver a la política presentándose como candidato a la Cámara de Representantes de Dakota del Sur, pero abandonó su campaña cuando el gobernador republicano Bill Janklow se presentó inesperadamente a las elecciones.
Pressler fue nombrado observador oficial de las elecciones nacionales de Ucrania en diciembre de 2004.
El 10 de noviembre de 2009, el presidente Obama nombró a Pressler miembro de la Comisión para la Preservación del Patrimonio Estadounidense en el Extranjero. También forma parte de la Comisión de Modernización de la Compensación y Jubilación Militar.
En octubre de 2012, basándose en cuestiones relacionadas con los veteranos, Pressler apoyó a Obama para un segundo mandato con un artículo en The Huffington Post y en cadenas de televisión nacionales. Pressler hizo campaña en un equipo bipartidista para Obama en otoño de 2012, hablando en nombre de la candidatura de Obama ante determinados grupos de veteranos en Virginia.
En otoño de 2012 impartió clases como profesor visitante distinguido en la Universidad Sciences Po de París (Francia) y en la de Reims (Francia). Enseña principalmente relaciones internacionales a estudiantes de posgrado.
En 2013, Pressler fue uno de los firmantes de un escrito amicus curiae presentado ante el Tribunal Supremo en apoyo del matrimonio entre personas del mismo sexo durante el caso Hollingsworth contra Perry.
Durante las elecciones presidenciales de 2008 y 2012 apoyó y votó a Barack Obama. Pressler apoyó a Hillary Clinton en las elecciones presidenciales de 2016 y a Joe Biden en las de 2020.
Pressler continuó con sus conferencias públicas, incluyendo un discurso en la Universidad Cardenal Stefan Wyszyński en Varsovia, Polonia, el 4 de junio de 2018, para el Foro de Seguridad Internacional 2018.
En 2020, Pressler, junto con otros más de 130 exfuncionarios republicanos de seguridad nacional, firmó una declaración que afirmaba que Donald Trump no era apto para servir otro mandato, y "Con ese fin, estamos firmemente convencidos de que es en el mejor interés de nuestra nación que el vicepresidente Joe Biden sea elegido como el próximo presidente de los Estados Unidos, y votaremos por él."

### Elecciones al Senado de Estados Unidos de 2014
El Native American Times informó en noviembre de 2013 de que Pressler, a sus 71 años, estaba sopesando una candidatura independiente de regreso al escaño que dejaría vacante el senador demócrata retirado Tim Johnson en las elecciones de 2014. Tras ser abordado por un grupo de ciudadanos que le pedían que se presentara, Pressler valoró sus posibilidades de victoria diciendo: "Creo que es posible, pero poco probable." Sin embargo, a finales de 2013, al término de una gira exploratoria por los 66 condados de Dakota del Sur, Pressler anunció su candidatura y afirmó con seguridad: "Tengo intención de ganar." Pressler se enfrentó al exgobernador republicano Mike Rounds, al asesor demócrata en el Congreso Rick Weiland y al legislador estatal conservador independiente Gordon Howie en una carrera a cuatro bandas.
Poco antes de anunciar su intención de presentarse a las elecciones, Pressler explicó su conversión en independiente: "No creo que me haya movido yo, creo que se ha movido el partido. Me siento como un hombre sin partido. ... Mi intención no es hacer daño a nadie". Durante su infructuosa campaña, Pressler no se comprometió a formar parte de ningún partido en el Senado si era elegido. Declaró que sólo ocuparía el cargo durante un mandato y prometió que "nunca recaudaría un dólar" en fondos de campaña mientras estuviera en el cargo. Pressler ha dicho que considera que ambos partidos están "demasiado atrincherados en sus respectivas ideologías a expensas de soluciones de sentido común".
Pressler era partidario de subir los impuestos a los ricos y, posiblemente, aumentar gradualmente la edad de jubilación de la Seguridad Social. Afirmó que su principal prioridad era reducir el déficit nacional. También era partidario de un control de antecedentes "mucho más estricto" para la venta de armas a personas con problemas mentales. Según el Argus Leader, Pressler era "rotundamente contrario al aventurerismo militar, apoya la ampliación de los controles de antecedentes en la venta de armas, está a favor de restringir las donaciones empresariales a las campañas políticas y ha pedido un museo en honor a los nativos americanos aniquilados por la expansión blanca". También había votado a Barack Obama para presidente, alegando "razones fiscalmente conservadoras". Pressler se declaró partidario del matrimonio entre personas del mismo sexo y presentó un escrito Amicus Curiae ante el Tribunal Supremo en relación con el caso Hollingsworth contra Perry.
Durante la campaña de 2014, Pressler recibió el apoyo de los dos periódicos más importantes de Dakota del Sur, el Argus Leader de Sioux Falls y el Rapid City Journal, así como de The Daily Republic de Mitchell. La carrera también atrajo cierta atención nacional. The Wall Street Journal informó: "Se esperaba que los republicanos ganaran fácilmente el escaño vacante en el Senado de Dakota del Sur este año, pero la carrera se ha estrechado recientemente. A principios de este mes, los demócratas comenzaron a enviar dinero en efectivo a la carrera después de concluir que la inusual carrera a cuatro bandas era ganable". The New York Times dijo: "Una carrera que la mayoría había pensado que era segura para los republicanos es de repente el foco de la atención nacional, gracias a la candidatura sorprendentemente exitosa del exsenador Larry Pressler, un republicano que se presenta como independiente.
Pressler perdió finalmente las elecciones al Senado de 2014 frente al gobernador Rounds.

## Posiciones políticas

### Domésticos

#### Comercio
En 1975 Pressler copatrocinó un proyecto de ley que prohibía la importación de carne de vacuno y productos lácteos para mejorar las ventas nacionales de esos productos y ayudar así a los agricultores, y más tarde pidió al presidente Gerald Ford que impusiera un arancel a todos los productos de queso importados. Posteriormente envió una carta a Vern Loen, uno de los asesores de Ford, en la que afirmaba que la victoria de Harry S. Truman en las elecciones presidenciales de 1948 se debió a su apoyo entre los agricultores de los estados indecisos. Afirmaba que, para ganarse el voto de los agricultores, Ford debía imponer aranceles a los productos lácteos a la vez que subvencionaba la exportación de productos lácteos, eliminar el estatus comercial de nación más favorecida a los países que impusieran restricciones a la carne de vacuno, los productos lácteos y los productos porcinos de Estados Unidos, y dar a los productos agrícolas la misma prioridad que se daba a los productos industriales en el Acuerdo General sobre Aranceles Aduaneros y Comercio.

### Exterior

#### Ayuda exterior
La Cámara de Representantes votó 212 a 202 a favor de asignar 3.500 millones de dólares a la ayuda exterior en el presupuesto de 1975, con Pressler votando en contra declarando que Estados Unidos no podía permitirse dar dinero a países extranjeros y criticó los 1.000 millones de dólares dados a países de Oriente Medio para armas. El 2 de septiembre de 1975, criticó el Acuerdo Provisional del Sinaí, ya que otorgaría 2.800 millones de dólares a Israel, 2.300 millones a Egipto, Jordania y otros estados árabes, y exigiría a Estados Unidos el envío de 100 técnicos para observar la frontera entre Israel y Egipto. El 28 de abril de 1976, votó en contra de un aumento de la ayuda militar exterior de 3.200 millones de dólares, ya que se daría a ambas partes participantes en la disputa de Chipre.

#### Militar
El 28 de abril de 1975, Pressler declaró que las bases militares estadounidenses en Europa deberían trasladarse a Estados Unidos para mejorar la economía y debido al agravio europeo contra la presencia militar estadounidense. Después de que el presidente Ford pronunciara su Discurso sobre el Estado de la Unión en 1976, Pressler le criticó por no ofrecer recortes en los gastos de defensa nacional.

#### Guerra de Vietnam
En 1975, Pressler apoyó un proyecto de ley para crear un comité restringido de Desaparecidos en Acción que investigara los 921 casos de soldados de la guerra de Vietnam que seguían desaparecidos en acción.

## Vida personal
Pressler está casado con Harriet Pressler. La pareja tiene una hija y cuatro nietos. En 2015, a la edad de 73 años, Pressler se convirtió a la Iglesia de Jesucristo de los Santos de los Últimos Días.

## Resultados de elecciones

### Elecciones del1.erdistrito electoral de Dakota del Sur
| Elecciones                    | Partido             | Votos   | Porcetanje |
| ----------------------------- | ------------------- | ------- | ---------- |
| 1974 (primarias republicanas) | Partido Republicano | 22,724  | 50.15%     |
| 1974                          | Partido Republicano | 78,266  | 55.27%     |
| 1976                          | Partido Republicano | 121,587 | 79.78%     |

### Elecciones al Senado en Dakota del Sur
| Elecciones                    | Partido                   | Votos   | Porcetanje |
| ----------------------------- | ------------------------- | ------- | ---------- |
| 1978 (primarias republicanas) | Partido Republicano       | 66,893  | 73.88%     |
| 1978                          | Partido Republicano       | 170,832 | 66.84%     |
| 1984                          | Partido Republicano       | 235,176 | 66.84%     |
| 1990                          | Partido Republicano       | 135,682 | 52.39%     |
| 1996                          | Partido Republicano       | 157,954 | 48.68%     |
| 2014                          | Candidatura Independiente | 47,741  | 17.09%     |